# Levroux
Levroux je naselje in občina v srednjem francoskem departmaju Indre regije Center. Leta 2009 je naselje imelo 2.832 prebivalcev.

## Geografija
Naselje leži v pokrajini Berry ob reki Céphons, 20 km severno od Châteaurouxa.

## Uprava
Levroux je sedež istoimenskega kantona, v katerega so poleg njegove vključene še občine Baudres,, Bouges-le-Château, Bretagne, Brion, Coings, Francillon, Moulins-sur-Céphons, Rouvres-les-Bois, Saint-Martin-de-Lamps, Saint-Pierre-de-Lamps, Villegongis in Vineuil s 7.321 prebivalci.
Kanton Levroux je sestavni del okrožja Châteauroux.

## Zanimivosti
- kolegialna cerkev sv. Silvana iz 13. stoletja,
- mestna vrata Porte de Champagne (1435-1506),
- ruševine grajskih stolpov iz srednjega veka,
- usnjarski muzej.